# Josef Raser
Josef Raser (* 23. Februar 1887 in Hollern, Niederösterreich; † 14. August 1966 in Rohrau, Niederösterreich) war Landwirt und österreichischer Politiker des Landbundes (LBd).

## Politische Funktionen
- Bürgermeister von Hollern
- 1923: Obmann des Niederösterreichischen Landbundes
- Mitglied der Reichsparteileitung des Landbundes für Österreich
- Stellvertretender Vorsitzender des Parlamentarischen Klubs des Landbundes
- 1951: Landesobmann-Stellvertreter des Verbandes der Unabhängigen (VdU) Niederösterreich
- 1954: Parteiaustritt
- Beitritt zum Niederösterreichischen Bauernbund

## Politische Mandate
- 2. Dezember 1930 bis 2. Mai 1934: Abgeordneter zum Nationalrat (IV. Gesetzgebungsperiode), LBd